# Duke Blue Devils

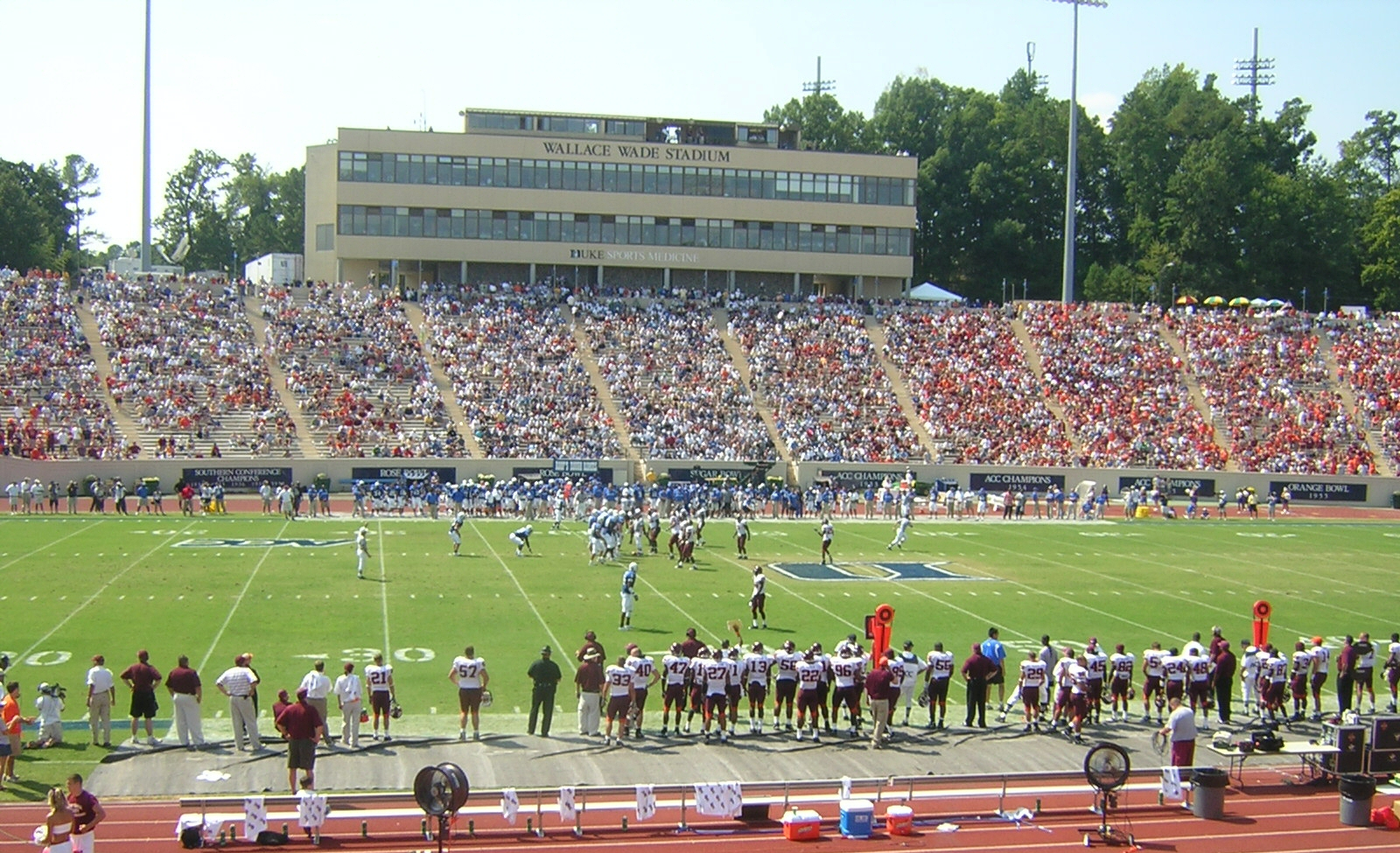
Wallace Wade Stadium

Duke Blue Devils (español: Diablos Azules de Duke) es el nombre de los equipos deportivos de la Universidad Duke en Durham (Carolina del Norte). Compiten en la Atlantic Coast Conference de la División I de la NCAA. 
El rival histórico de Duke son los Tar Heels de Carolina del Norte, especialmente en baloncesto.

## Títulos nacionales
Poseen 16 campeonatos nacionales
Masculino (9)
- Baloncesto: 5 (1991, 1992, 2001, 2010 y 2015)
- Lacrosse: 3 (2010, 2013 y 2014)
- Fútbol: 1 (1986)

Femenino (8)
- Golf: 7 (1999, 2002, 2005, 2006, 2007, 2014 y 2019)
- Tenis: 1 (2009)

## Atleta del Año de la ACC
Los siguientes miembros de Duke fueron nombrados Atleta del Año de la ACC.
| Año  | Atleta             | Deporte              |
| 1954 | Joel Shankle       | Atletismo            |
| 1956 | Dave Sime          | Atletismo/Baloncesto |
| 1960 | Mike McGee         | Fútbol americano     |
| 1963 | Art Heyman         | Baloncesto           |
| 1964 | Jeff Mullins       | Baloncesto           |
| 1988 | Danny Ferry        | Baloncesto           |
| 1989 | Danny Ferry        | Baloncesto           |
| 1990 | Clarkston Hines    | Fútbol americano     |
| 1991 | Christian Laettner | Baloncesto           |
| 1992 | Christian Laettner | Baloncesto           |
| 1999 | Elton Brand        | Baloncesto           |
| 2001 | Shane Battier      | Baloncesto           |
| 2006 | J.J. Redick        | Baloncesto           |
| 2009 | Nate Freiman       | Béisbol              |
| 2010 | Ned Crotty         | Lacrosse             |
| 2015 | Laken Tomlinson    | Fútbol americano     |
| 2019 | Zion Williamson    | Baloncesto           |

| Año  | Atleta             | Deporte    |
| 1998 | Vanessa Webb       | Tenis      |
| 2003 | Alana Beard        | Baloncesto |
| 2004 | Alana Beard        | Baloncesto |
| 2007 | Lindsey Harding    | Baloncesto |
| 2009 | Amanda Blumenherst | Golf       |
| 2012 | Becca Ward         | Esgrima    |

## Baloncesto masculino
En baloncesto masculino, Duke ha obtenido cinco campeonatos nacionales de la NCAA, seis subcampeonatos y quince apariciones en el Final Four. En conferencia ha obtenido 22 campeonatos de temporada regular y 24 torneos de postemporada. 
Duke ha nutrido a la NBA de grandes jugadores como Christian Laettner, J. J. Redick, Grant Hill, Carlos Boozer, Shane Battier, Elton Brand, Kyle Singler, Luol Deng, Gerald Henderson, Seth Curry, Kyrie Irving, Brandon Ingram, Jayson Tatum o Zion Williamson.